# Campeonato Citadino de Porto Alegre 1913
In 1913 werd het vierde Campeonato Citadino de Porto Alegre gespeeld voor voetbalclubs uit de Braziliaanse staat Porto Alegre, de hoofdstad van Rio Grande do Sul. De competitie werd georganiseerd door de Liga Porto-Alegrense de Foot-Ball (LPAF) en werd gespeeld van 8 juni tot 5 oktober. Internacional werd kampioen. 
Na onenigheden verliet Grêmio de competitie omdat ze vonden dat ze door een scheidsrechter in een wedstrijd tegen Internacional onheus behandeld werden. Hierop richtte Grêmio een nieuwe voetbalbond op, Associação de Foot-Ball Porto-Alegrense (AFPA), die in 1914 met een eigen competitie van start ging. 

## Eindstand
Colombo en Frisch Auf kregen bonuspunten, de reden hiervoor is niet bekend. 
| Plaats | Club          | Wed. | Bonus | W | G | V | Saldo | Ptn. |
| ------ | ------------- | ---- | ----- | - | - | - | ----- | ---- |
| 1.     | Internacional | 8    | 0     | 6 | 1 | 1 | 29:5  | 13   |
| 2.     | Colombo       | 4    | 8     | 2 | 0 | 2 | 9:13  | 12   |
| 3.     | Frisch Auf    | 5    | 6     | 0 | 0 | 5 | 3:28  | 6    |
| 4.     | Grêmio        | 3    | 0     | 2 | 0 | 1 | 6:1   | 4    |
| 5.     | Fussball      | 2    | 0     | 0 | 1 | 1 | 1:1   | 1    |

## Kampioen
| Campeonato Citadino de Porto Alegre de 1913 |
| ------------------------------------------- |
| INTERNACIONAL 1º Titel                      |